# عروس بدرینات
عروس بدرینات (به انگلیسی: Badrinath's bride) (به هندی: Badrinath Ki Dulhania) فیلمی است محصول سال ۲۰۱۷ و به کارگردانی ششانک کیتان است. در این فیلم بازیگرانی همچون وارون دهاوان، آلیا بات، شویتا باسو پراساد، گوهر خان ایفای نقش کرده‌اند.